# Karl Brandenburg
Karl Brandenburg (25 de Julho de 1906 - 16 de Setembro de 1942) foi um comandante de U-Boot que serviu na Kriegsmarine durante a Segunda Guerra Mundial.